# Elementarschaden
Elementarschäden im Sinne der Versicherungswirtschaft sind Schäden, die durch das Wirken der Natur verursacht werden. Als Elementarschäden gelten beispielsweise Schäden durch Sturm, Hagel, Überschwemmung, Erdbeben, Lawinen, Schneedruck und Vulkanausbrüche.

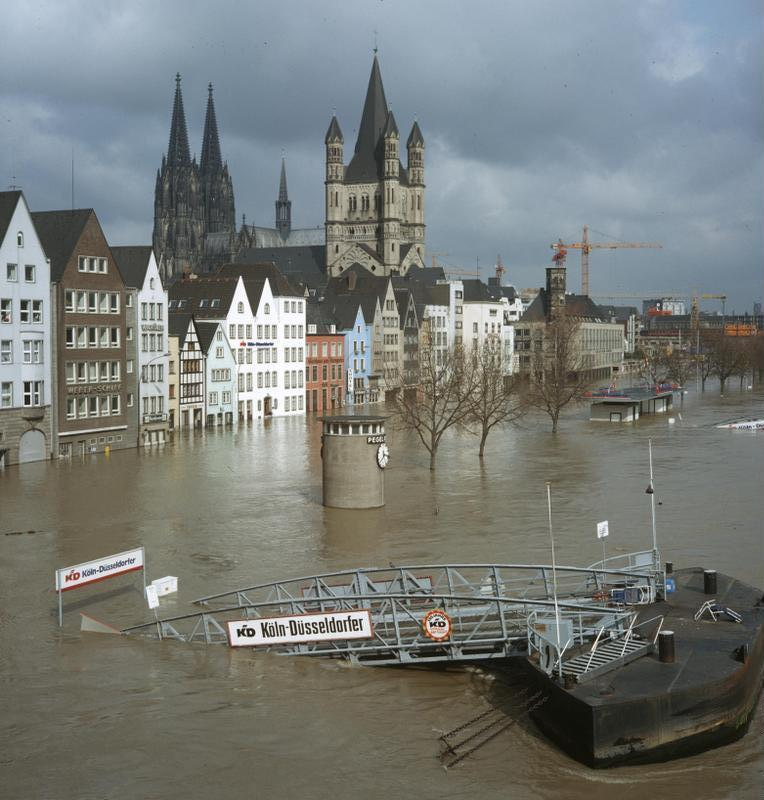
Hochwasser am Kölner Rheinufer, April 1983

In Deutschland gibt es keine Versicherungspflicht für Elementarschäden wie in den meisten Schweizer Kantonen. In Baden-Württemberg waren 2024 trotzdem 94 Prozent der Gebäude versichert, wie sie es auch in der Schweiz in den Kantonen ohne Pflicht sind. Andere deutsche Bundesländer erreichen nur viel kleinere Quoten. Auch Österreich kennt kein Obligatorium.

## Versicherbarkeit in Deutschland
In der Versicherungswirtschaft werden bereits langjährig Sturm- und Hagelschäden versichert. Üblich ist es auch, diese als verbundene Wohngebäudeversicherung mit der Feuerversicherung und der Versicherung gegen Leitungswasserschäden zu kombinieren.
Differenzierter ist die Betrachtung der Versicherbarkeit der erweiterten Elementarschäden. Darunter versteht man i. d. R. Versicherungsschutz gegen
- Überschwemmung
- Hochwasser
- Erdfall
- Erdrutsch
- Erdbeben
- Schneedruck
- Lawinen

und teilweise auch
- Blitzschlag
- Starkregen

Diese Schäden werden von einer typischen Gebäudeversicherungen und den meisten Hausratversicherungen nicht abgedeckt.
Während in jedem Jahr immer nur eine geringe und erwartbare Zahl an Gebäuden abbrennt, könnten von einem schweren Erdbeben oder einem Hochwasser in einer Region so viele Gebäude beschädigt werden, dass die Rücklagen der Versicherungsunternehmen nicht ausreichen, um diese Schäden zu decken. Versicherungen, die Elementarschäden abdecken und viele Kunden in gefährdeten Gebieten haben, müssten also entsprechend große Rücklagen bilden oder selber eine Rückversicherung abschließen.
Elementarschäden sind also Kumulereignisse, bei denen ein einziges Schadenereignis oftmals zu einer großen Zahl an Schäden führt.
Dies veranlasst viele Versicherungsunternehmen, Elementarschäden nicht automatisch in die Gebäudeversicherung, Hausratversicherung und Inhaltsversicherung einzuschließen. Die Versicherbarkeit sowie Höhe von Prämien und Selbstbehalt richtet sich u. a. nach einer Zonierung, die das angenommene Risiko einer Überschwemmung und die Gefahr von Erdrutschen oder Lawinen einschätzt.
In der sogenannten erweiterten Elementarversicherung oder kombinierten Elementarversicherung sind die Einzelgefahren in der Regel nicht ab- bzw. zuwählbar.
Der GDV hat ein Zonierungssystem für Überschwemmung, Rückstau und Starkregen (ZÜRS) entwickelt. Dafür wurden Hochwasserereignisse ausgewertet und nach aufsteigenden Wiederkehrperioden (Jährlichkeiten) vier Gefährdungsklassen (GK) ermittelt:
- GK 4 – statistisch einmal in 10 Jahren ein Hochwasser
- GK 3 – statistisch einmal in 10–50 Jahren ein Hochwasser
- GK 2 – statistisch einmal in 50–200 Jahren ein Hochwasser
- GK 1 – statistisch seltener als einmal alle 200 Jahre ein Hochwasser

ZÜRS ermöglicht damit für alle in Deutschland gelegenen Flächen eine präzise Risikoeinstufung im Bereich Hochwasser bzw. Überschwemmung. Mit dem System ZÜRS public werden Informationen über lokale Naturgefahren in einfacher und leicht verständlicher Form im Internet zugänglich gemacht. Daten sind gegenwärtig für die Bundesländer Niedersachsen, Sachsen und Sachsen-Anhalt verfügbar (Stand: Juli 2014). Weitere Bundesländer sollen folgen.
Nach Branchenangaben seien rund ein Prozent der in Deutschland stehenden Gebäude nicht gegen Hochwasserschäden versicherbar. Eine Erhebung der Verbraucherzentrale Rheinland-Pfalz aus dem Herbst 2015 zeigt, dass der Prozentsatz auch höher liegen könnte. Die Prämien in den Gefährdungsklassen 3 und 4 sind oftmals so hoch, dass der Abschluss einer Versicherung unwirtschaftlich wird.

### Entwicklung
Gebäudeeigentümer in manchen Regionen mussten früher verpflichtend in Monopolversicherungen wie etwa die Badische Feuerversicherung in Baden-Württemberg einzahlen.
In den neuen Bundesländern wurden Elementarschäden teilweise durch die staatliche Gebäudemonopolversicherung der DDR abgedeckt. Aufgrund der Übernahme dieser Verträge durch die Allianz waren bei den Flutereignissen an Oder (1997) und Elbe (2002) eine große Anzahl von Geschädigten versichert.
Während die klassische Gebäudeversicherung gegen Feuer-, Sturm- und Leitungswasserschäden eine gute Marktdurchdringung hat, ist die freiwillige erweiterte Elementarschadenversicherung vermehrt seit den Hochwasserereignissen an der Oder, der Elbe und im Ahrtal in das Bewusstsein gerückt.
Nach Angaben des Gesamtverbandes der Deutschen Versicherungswirtschaft besaßen 2013 im Bundesdurchschnitt 35 Prozent der Haushalte eine Elementarschadenversicherung für ihr Wohngebäude. Die Versicherungsdichte hat sich seit der Elbe-Flut im Jahre 2002 um 16 Prozentpunkte erhöht.
Eine von einigen Bundesländern geforderte Pflichtversicherung gegen Elementarschäden für Gebäude ist nach Angaben des Justizministers Marco Buschmann 2022 und bis auf Weiteres nicht geplant.
Norbert Rollinger, Vorstandsvorsitzender der R+V Versicherung und Präsident des Gesamtverbands der deutschen Versicherungswirtschaft, warnte 2023 wiederholt davor, dass Gebäudeversicherungen gegen Elementarschäden mit weiter voranschreitendem Klimawandel zunehmend unbezahlbar würden und praktisch kein Versicherungsschutz im Gebäudesektor mehr möglich sein werde. Bei einer globalen Erwärmung von 3 bis 4 °C würden solche „Versicherungen so unberechenbar und so teuer, dass [Versicherer] kein wirtschaftlich tragfähiges Angebot mehr machen“ könnten. Bereits innerhalb weniger Jahre würden sich die Versicherungsprämien verdoppeln, sofern keine Maßnahmen zur Anpassung an die globale Erwärmung ergriffen würden. Insbesondere müsste der Bau von Häusern in potentiellen Überflutungsgebieten gestoppt werden. 2023 lag die Höhe von versicherten Unwetterschäden an Gebäuden, Fahrzeugen usw. in Deutschland bei 5,7 Mrd. Euro.

## Situation in der Schweiz
In der Schweiz zählen Schäden durch folgende Ereignisse als Elementarschäden:
- Hochwasser
- Überschwemmung
- Sturm (= Wind von mindestens 75 km/h, der in der Umgebung der versicherten Sachen Bäume umwirft oder Gebäude abdeckt)
- Hagel
- Lawinen
- Schneedruck
- Felssturz
- Steinschlag
- Erdrutsch

Es können keine weiteren Gefahren eingeschlossen respektive ausgeschlossen werden. Die Elementarschadenversicherung ist ein Bestandteil der Feuerversicherung. In den meisten Kantonen (außer Genf, Uri, Schwyz, Tessin, Appenzell Innerrhoden, Wallis, Obwalden) ist jedes Gebäude über die jeweilige „Kantonale Gebäudeversicherung“ versichert. Diese besitzen ein Monopol für die Gebäudefeuerversicherung. In den Kantonen, in denen keine kantonale Gebäudeversicherung vorhanden ist, wird das Gebäude in der Regel bei einem privaten Versicherer versichert.